# Вікно (Чортківський район)
Вікно́ — село в Україні, у Гримайлівській селищній громаді Чортківського району Тернопільської області. Розташоване на річці Гнилка, на півночі району за  5 км від Гримайлова. До 2020 центр сільради.
Населення — 953 особи (2017).

## Географія
Через село тече річка Гребелька, ліва притока Гнилої.

## Походження назви (етимологія)
Назва походить, ймовірно, від карстових озерець, які в народі називаються «вікнини».

## Природоохоронні об'єкти
- Гостра Гора, Франкові скелі, Гора Любовня, гідрологічна пам'ятка природи місцевого значення Озерця «Вікнини» (карстові озерця).

## Історія
Біля Вікна виявлені скіфські поховання та римські монети 2 ст.
У селі помітні сліди Княжого тракту — шляху часів Русі.
Перша писемна згадка — 1464 року. Колись недалеко звідси, біля підніжжя гори Довгої, лежало невеличке село Зелена Груша. В страшні часи татарської навали чужинці стерли його з лиця землі. Хтось з уцілілих жителів,— повідають, що то був рибалка,— поселився на новому місці біля потічка, який брав початок з великого болота з численними карстовими озерами-вікнинами. Багато вигадок і переказів виникло навколо незвичайних, не замерзаючих у найлютіші морози, озер-вікнин, утворених підземними водами, що в кількох місцях прорвалися назовні могутніми джерелами. Тепер у районі проведені осушувальні роботи. Залишилося лише два невеликих джерела, що становлять унікальний пам'ятник природи. Зараз вони взяті під охорону держави. Згодом тут виросло село, і назвали його Вікном.
У 1594 році жителі Вікна брали участь у повстанні під приводом Северина Наливайка, а в 1675 році село спалили татари. У першій половині XVIII ст. Вікно було власністю Сенявських, з 1788 року належало Ізабеллі Чарториській-Любомирській, а півтора століття тому село належало багатому дідичу Івану Федоровичу — послу Австрійського райхстаґу, відомому галицькому письменнику, правнику і публіцисту. Майже з двох тисяч гектарів приписаної до села землі більше тисячі двохсот належало Федоровичу, кількадесят — церкві, рештою володіли сто п'ятдесят сім селянських дворів. В цей час понад сімдесят селян з Вікна емігрували до Німеччини та Америки.
Син Івана Федоровича Володислав заснував у селі ґуральню та килимарську майстерню. Згодом справа килимарства досягла високого мистецького рівня. У 1873 році на Віденській виставці вироби вікнянських килимарів користувалися великим успіхом і здобули загальне визнання. У Вікні, крім місцевих майстрів, працював відомий килимар з Кобилля на Збаражчині Іван Івахів. Він виткав понад шістсот килимів. На жаль, самобутнє народне мистецтво килимарства не знайшло продовження у селі, а сама килимарня була знищена під час Першої світової війни. Тепер лише в родинних скринях старожилів подекуди зберігаються неповторного рисунка килими, створені сімдесят-сто років тому.
Активно діяли в той час товариство «Просвіта», гуртки «Сільського господаря», «Союзу українок», «Рідної школи». Понад двадцять жителів села воювали в Українській Галицькій Армії.
1 серпня 1934 року село увійшло до складу новоутвореної сільської гміни Остап'є Скалатського повіту.
Під час 2-ї світової війни німці розстріляли у Вікні євреїв, яких привели з Гримайлова; у селі був військовий госпіталь.
У ніч на 23 квітня 1949 року в Буциках і навколишніх селах Вікно, Глібів, Зелене, Лежанівка, Мала Лука впорядковано могили вояків УПА (закопано хрест та поставлено на могилі вінок «Героям Слава»).
У 2008 році в селі засновано краєзнавчий музей.
Від 2014 у селі діє волонтерський центр.
12 червня 2020 року, відповідно до розпорядження Кабінету Міністрів України № 724-р «Про визначення адміністративних центрів та затвердження територій територіальних громад Тернопільської області» увійшло до складу Гримайлівської селищної громади.
19 липня 2020 року, в результаті адміністративно-територіальної реформи та ліквідації Гусятинського району, село увійшло до складу новоутвореного Чортківського району.
У 2020 році в селі урочисто відзначили День Прапора.
У селі періодично проводяться Дні села.
Родиною Федоровичів у своєму палаці у Вікнах була зібрана величезна бібліотека давніх рукописів і стародруків, колекції килимів, мініатюр, кераміки, давньої зброї, археологічних експонатів, унікальна збірка 300 полотен доброї італійської та фламандської школи XVI–XVII ст. Усі ці скарби пограбовані та спалені в 1917 р. російськими солдатами під час 1-ї світової війни.

## Політика

### Парламентські вибори, 2019
На позачергових парламентських виборах 2019 року у селі функціонувала окрема виборча дільниця № 610209, розташована у приміщенні будинку культури.
Результати
- зареєстровано 786 виборців, явка 53,69%, найбільше голосів віддано за «Слугу народу» — 35,51%, за «Голос» — 14,01%, за Всеукраїнське об'єднання «Батьківщина» — 13,04%.[10] В одномандатному окрузі найбільше голосів отримав Микола Люшняк (самовисування) — 46,77%, за Ігоря Сопеля (Слуга народу) — 20,90%, за Олега Вітвіцького («Голос») — 9,45%[11].

## Населення

### Мова
Розподіл населення за рідною мовою за даними перепису 2001 року:
| Мова       | Кількість | Відсоток |
| ---------- | --------- | -------- |
| українська | 1329      | 99.77%   |
| російська  | 2         | 0.15%    |
| угорська   | 1         | 0.08%    |
| Усього     | 1332      | 100%     |

## Символіка
Затверджений 5 червня 2013 р. рішенням сесії сільської ради. Герб є промовистим.
Автори — С. Ткачов, В. Напиткін.

### Герб
Синій щит поділений срібним нитяним хрестом. На першій і четвертій частинах срібна леліва, на другій і третій золоте сонце з людським обличчям.
Щит розміщений на золотому картуші, верхня половина якого еклектична, а нижня утворена з колосків, букових горішків і листя калини, унизу якого на золотій стрічці чорними літерами — «Вікно», під стрічкою чорні цифри 1464. Щит увінчаний золотою сільською короною.
Леліва — символ Богородиці. Сонце — символ Поділля, село знаходиться в Подільських Товтрах «Медоборах». Поділ і відображення символів — це їх відображення у водах карстових озер-вікон, які знаходяться біля села. Бук означає східну межу поширення цього дерева.

### Прапор
На квадратному білому полотнищі герб села в жовтому картуші, увінчаний жовтою сільською короною. З обох боків герб супроводжується вертикальним візерунком із жовтого дубового листя. Висота герба і візерунка — 9/10 від висоти прапора. З трьох сторін прапор облямований жовтими торочками.

## Релігія
- церква Успіння Пресвятої Богородиці (1826, мурована, ПЦУ; 2012, мурована, УГКЦ),
- каплиця Покрови Пресвятої Божої Матері (2007),
- «фігури» св. Антонія.

## Пам'ятки

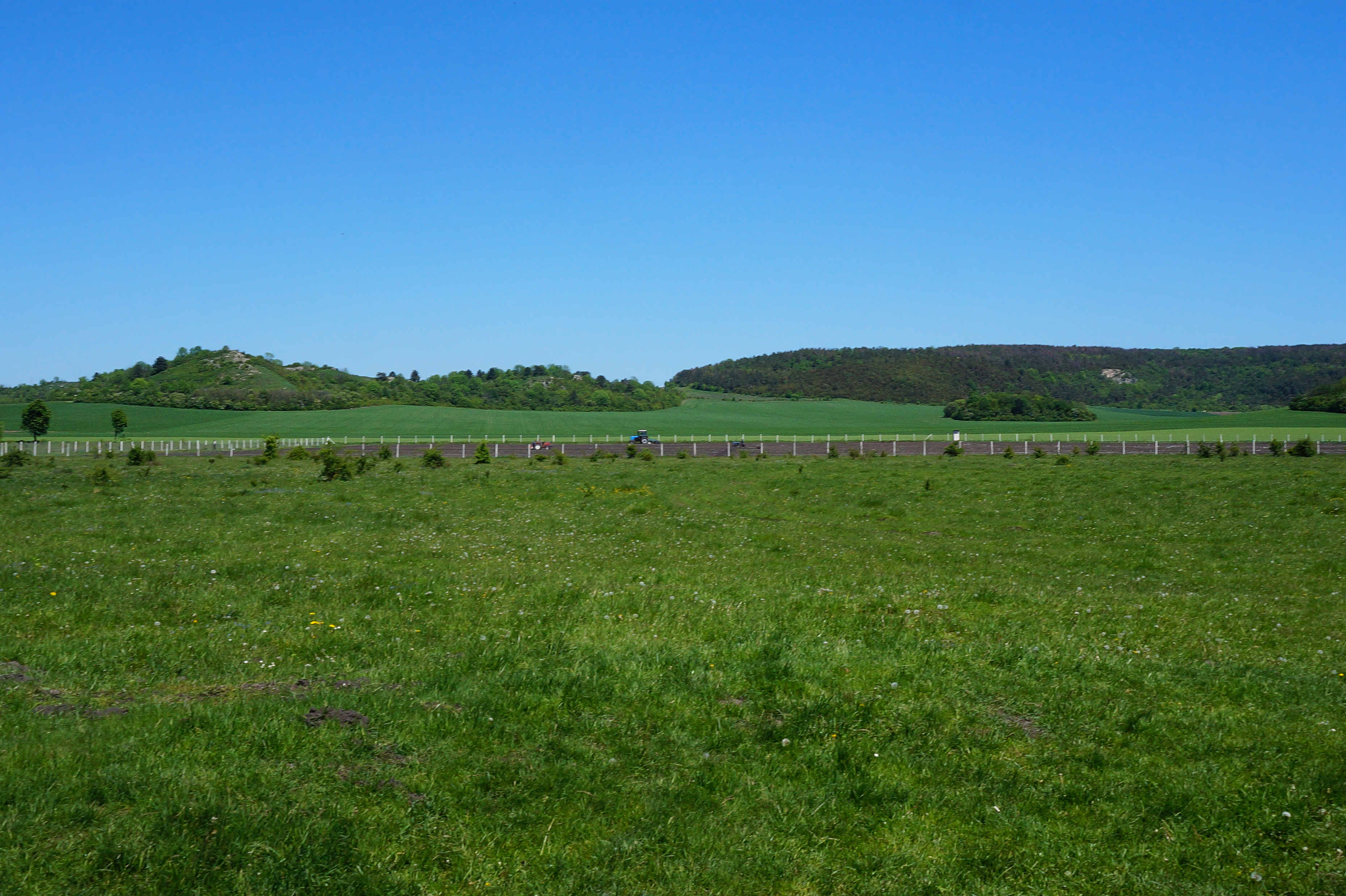
Гора Любовня

- Музей Володислава Федоровича (Вікно)[14].
- кімната-музей Івана Франка.
- козацькі могили
- насипано символічну могилу УСС (1990)
- встановлено меморіальну таблицю І. Франку (1987),
- споруджено пам'ятники:
  - на честь скасування панщини «Хрест Свободи» (1848, відновлений 1991)[15],
  - Івану Франку (1956),
  - воїнам-односельцям, полеглим у німецько-радянській війні (1967);

## Некрополі
На сільському цвинтарі є могила радянського воїна — льотчика Миколи Дмитровича Цикіна, який загинув у 1941 р. тут же. Пам'ятник — пірамідальний обеліск.

## Соціальна сфера
Діють ЗОШ 1-2 ступ., Будинок культури, дошкільний заклад, ФАП, відділення зв'язку, млин.

## Відомі люди

### Народилися
- Гаврилюк В'ячеслав (1971-2023)— український військовослужбовець, учасник російсько-української війни[18].
- Володимир Ганкевич (1848–1880) — український галицький громадський діяч, адвокат, літератор.
- Малицький Микола Лукич (1888—1941) — меценат, підприємець, педагог, громадський і політичний діяч.
- Василь Мудрий (1893–1966)[19]  — український правник, громадсько-політичний діяч, віце-президент УГВР
- Василь Кушнір (1893–1979) — член-засновник Комітету Українців Канади.
- Пришляк Яків (1897–1932) — активний діяч ОУН, страчений польською владою.
- Василь Турковський (1909–1944) — окружний провідник ОУН Тернопільщини, референт пропаганди Крайової Екзекутиви ОУН ЗУЗ, заступник референта Служби Безпеки Проводу ОУН.
- Коціра Христина Степанівна (1982) — українська журналістка, письменниця.
- Чупрій Марія Олегівна (1990) — українська юристка, урядниця, громадсько-політична діячка.
- Ярош Броніслав (1924-1977) – польський офіцер, лікар[20].

- о. О. Малицький  — релігійний діяч, поет.
- Н. Мохнацька — громадська діячка.

### Проживали, працювали
- Дарія Віконська — українська поетка.
- о. Іван Ганкевич — парох села, батько Володимира Ганкевича.
- Микола Мороз — український педагог та громадський діяч у Галичині, вчителював у сільській школі наприкінці ХІХ ст.
- Васи́ль Олійник — український політик, вчений у галузі економіки агропромислового комплексу[21].
- Іван та Володислав Федоровичі — громадсько-політичні діячі.

### Перебували
- письменник Іван Франко; матеріали з архіву Федоровичів Іван Франко використав також у працях «Земельна власність у Галичині», «Гримайлівський ключ в році 1800», «Лук'ян Кобилиця. Епізод з історії Гуцульщини в першій половині 19 ст.» У Вікні він працював над великою розвідкою «Жіноча неволя в руських піснях народних», де використав пісню «Ой, у місті Гусятині сталася причина…» Франко спостерігав життя селян, записував старі розповіді та легенди. Зібрані факти і враження послужили згодом Каменяреві епізодами поеми «Панські жарти». У місцевій школі створено кімнату-музей Каменяра, у центрі села встановлене його погруддя.
- художники М. Івасюк, Іван Труш, К. Устиянович — за його порадою для розбору родинного архіву та написання нової біографії батька Владислав Федорович запросив Івана Франка (першу біографію І. Федоровича написав і видав Федір Білоус в Коломиї). Кілька місяців роботи у Вікні протягом 1883—1885 років були для Франка дуже плідними. В архіві Івана Федоровича він виявив матеріали, що характеризували економічне становище західноукраїнського селянства в 1810—1848 роках. Знайдені дані стали основою праці «Критичний огляд до подій 1846 року, особливо в Східній Галичині»)
- літературознавець О. Терлецький,
- український вчений і поет Василь Щурат.

## Галерея

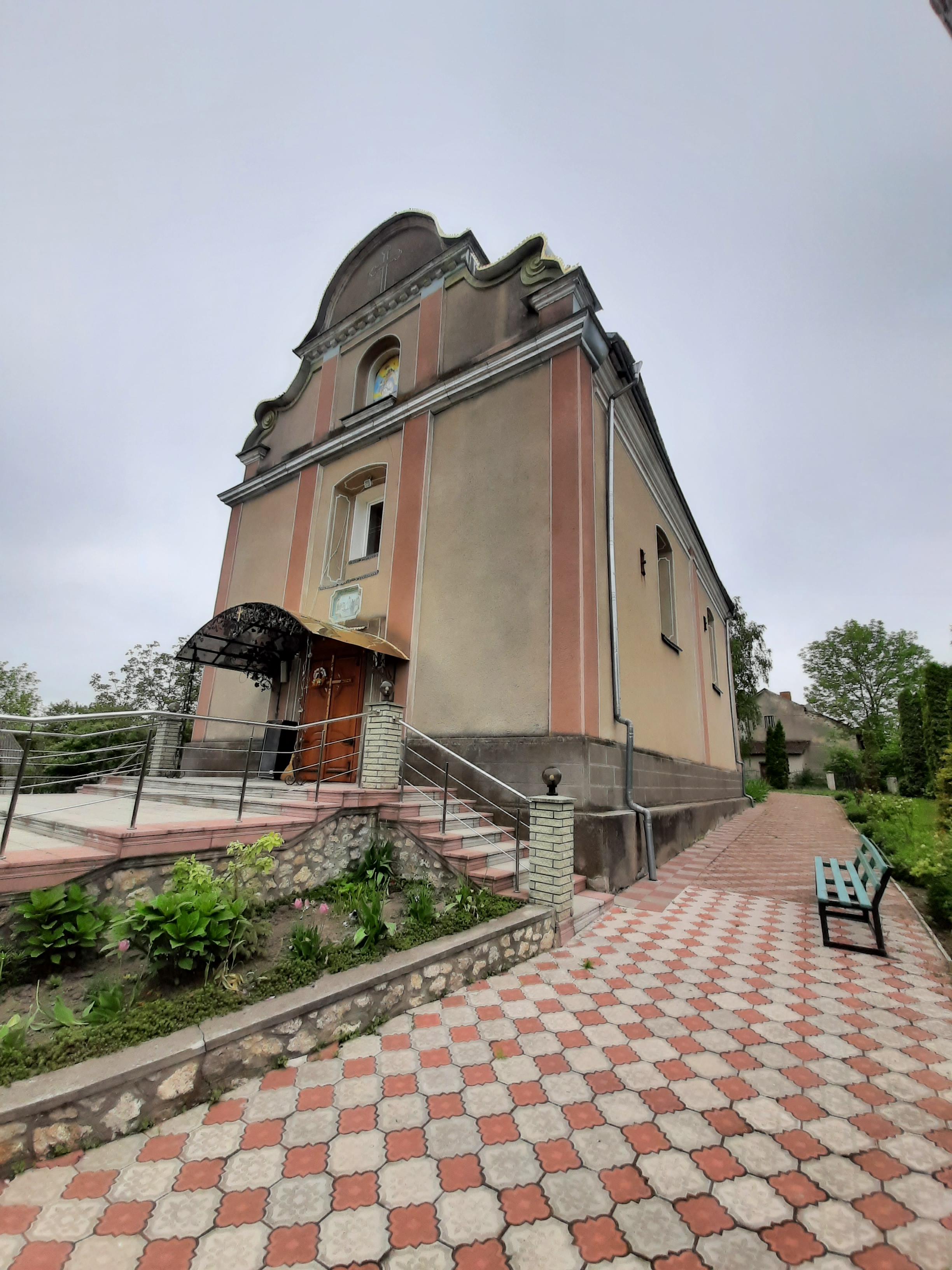
Церква Успіння Пресвятої Богородиці (1826, ПЦУ)
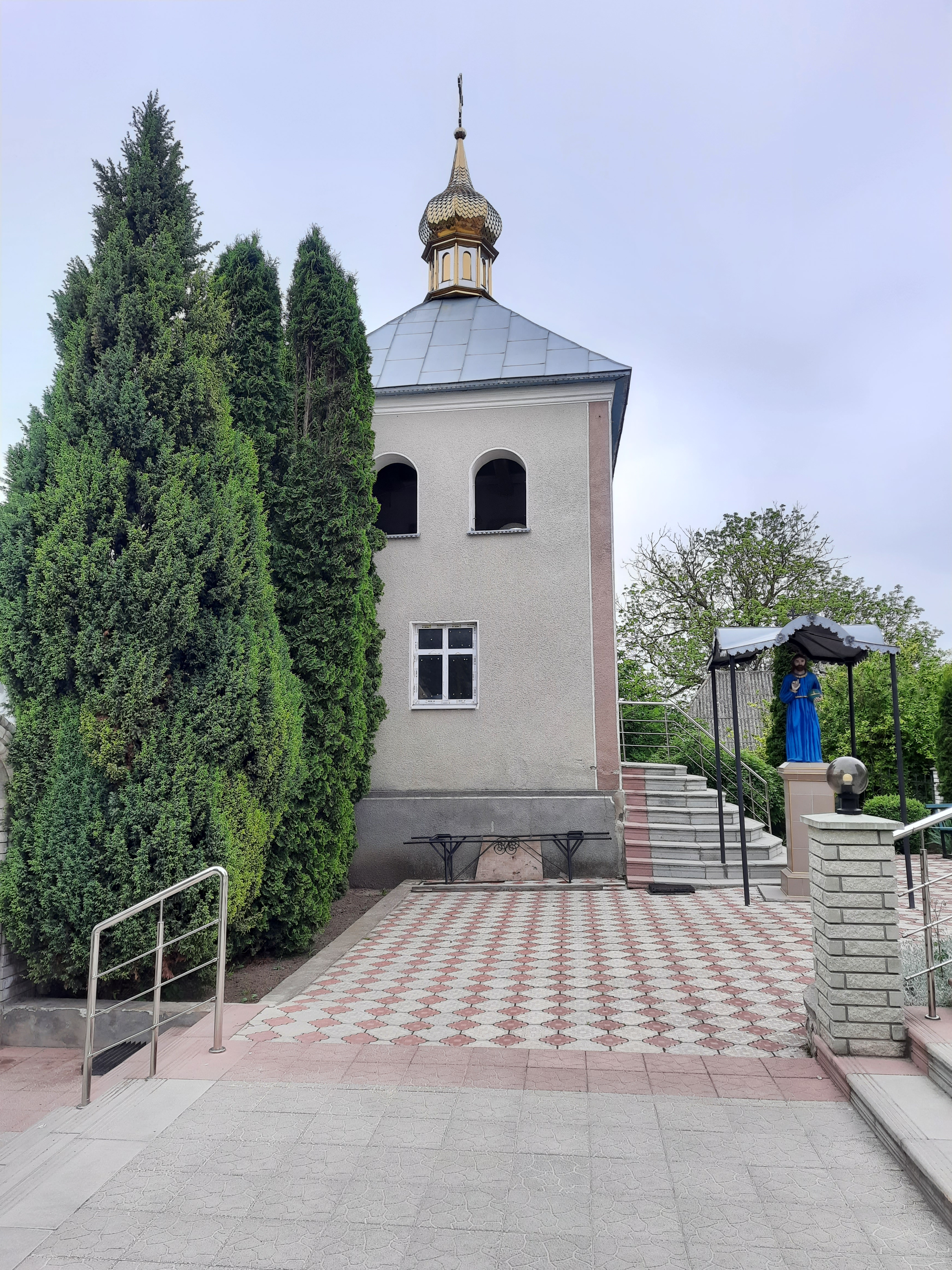
Дзвіниця церкви Успіння Пресвятої Богородиці
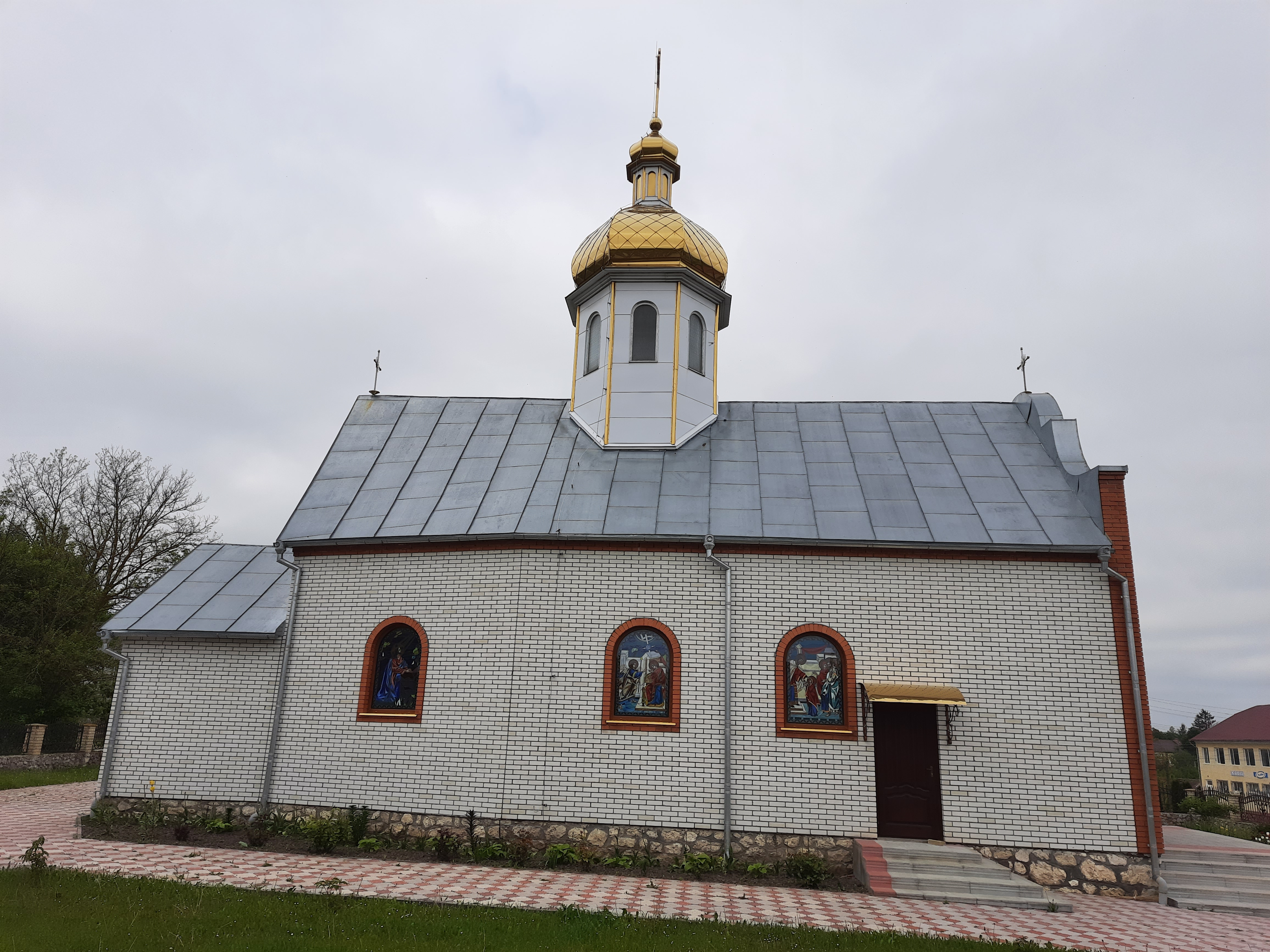
Церква Успіння Пресвятої Богородиці (2012, УГКЦ)
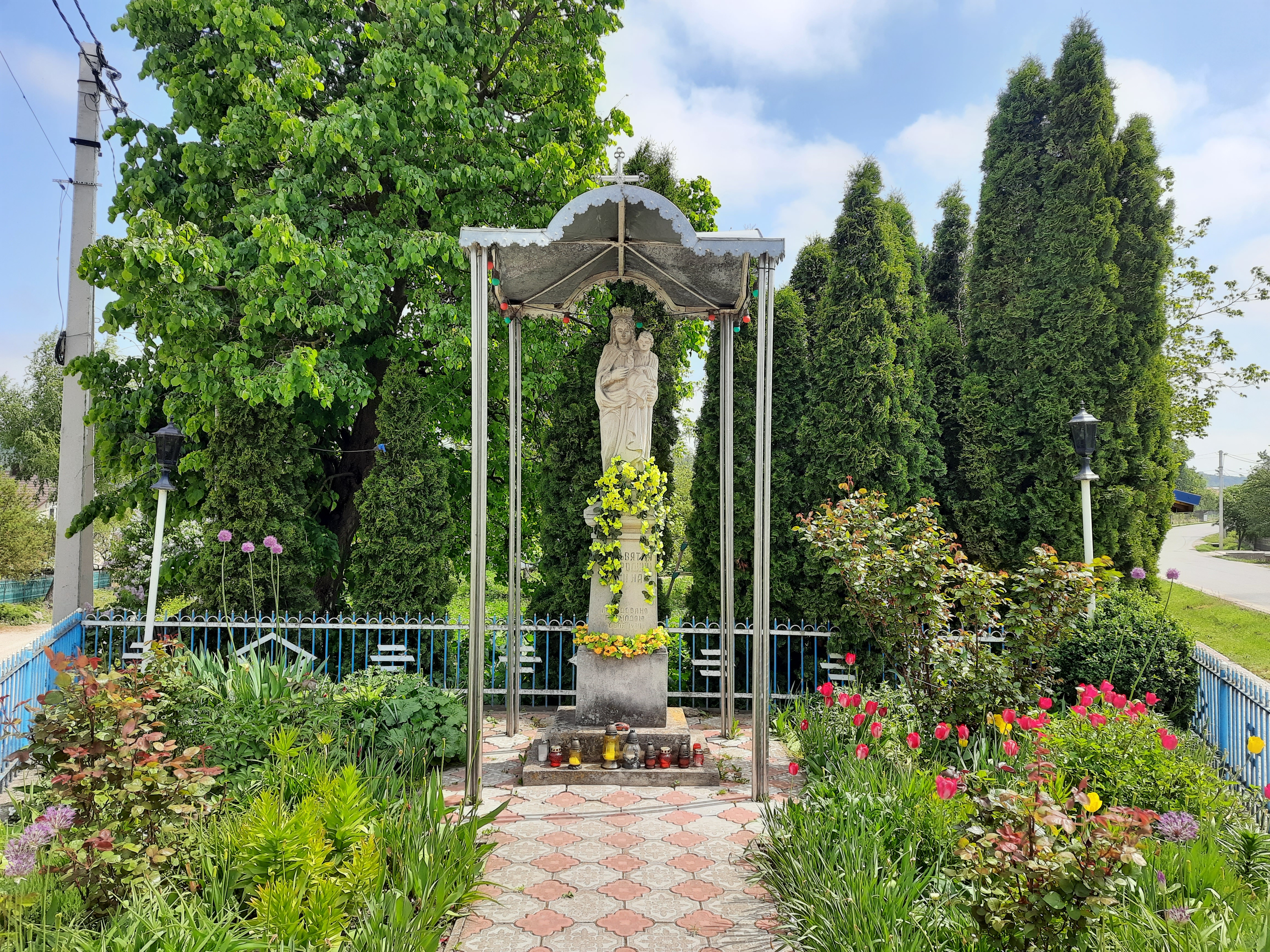
Статуя Божої Матері
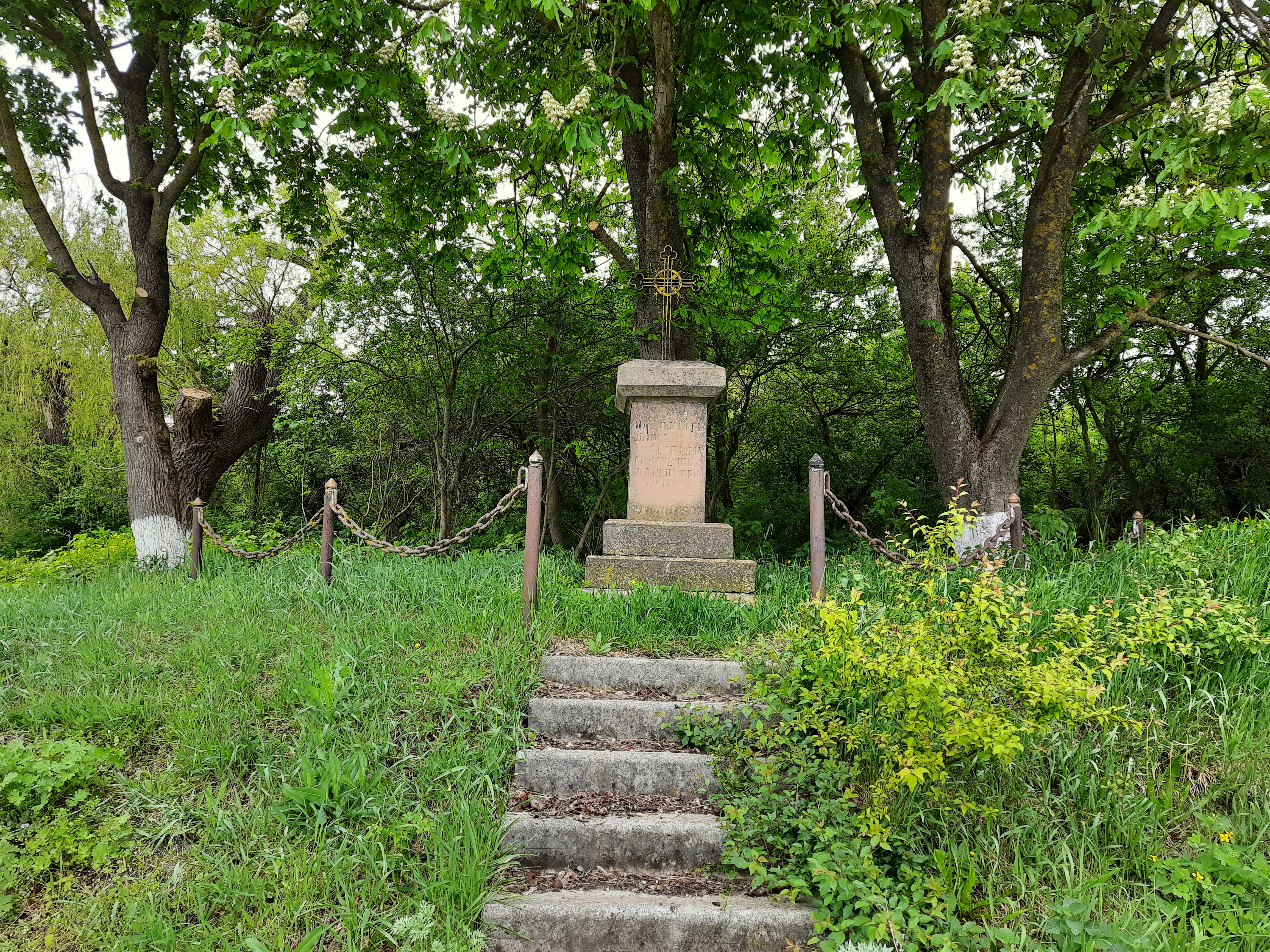
Пам'ятний знак з нагоди скасування панщини (1848, відновлений 1991)
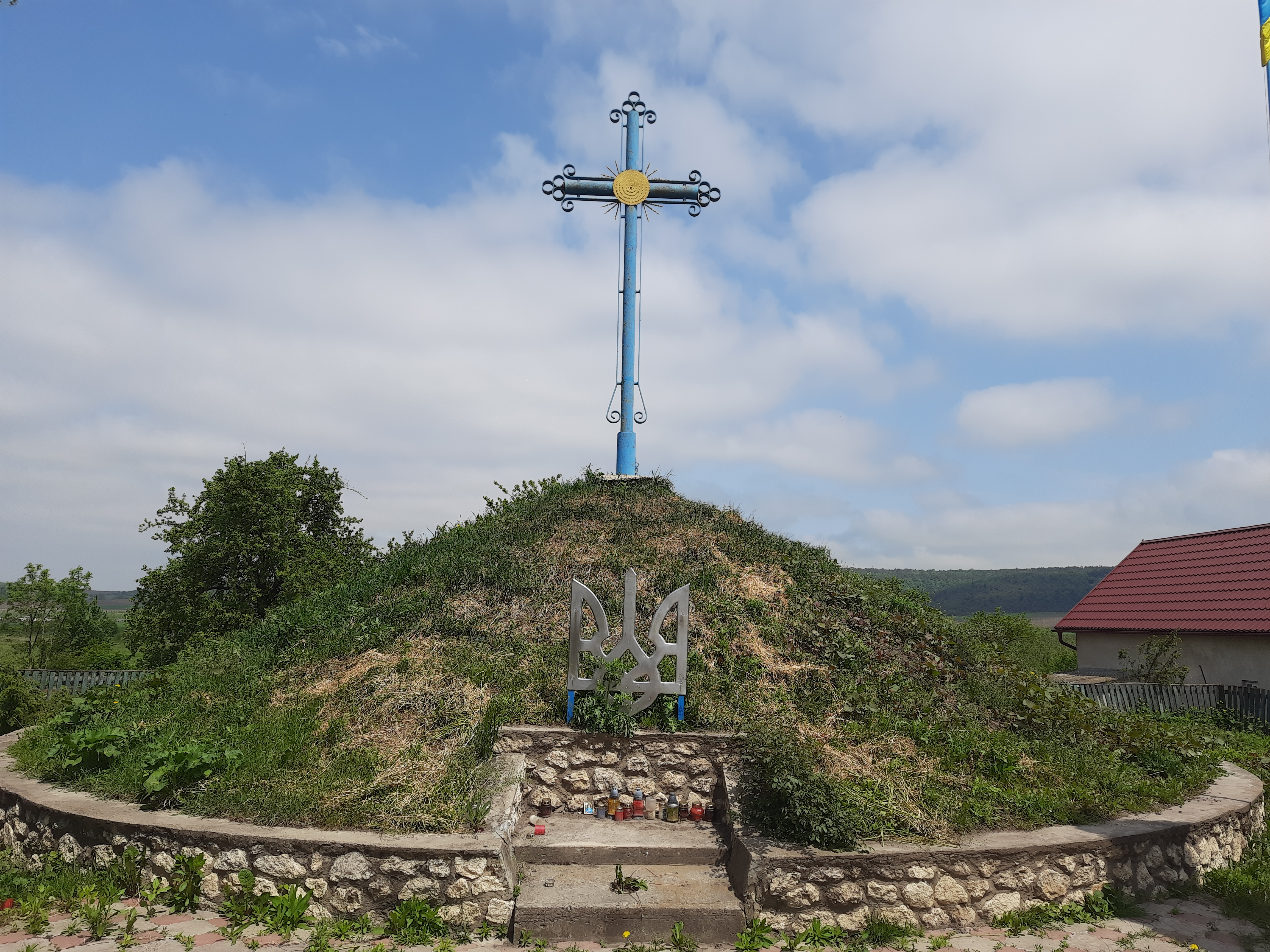
Символічна могила захисникам України
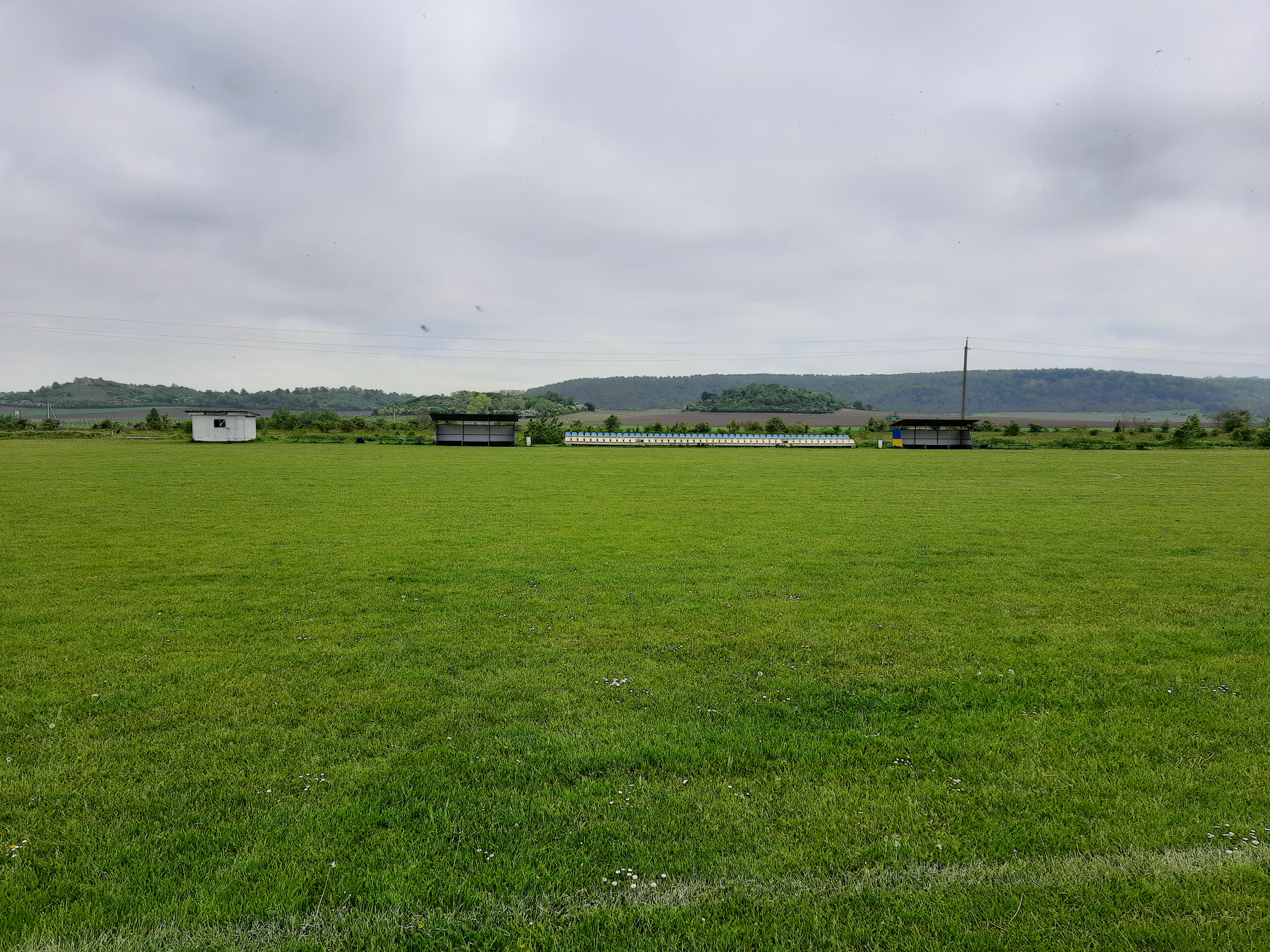
Стадіон
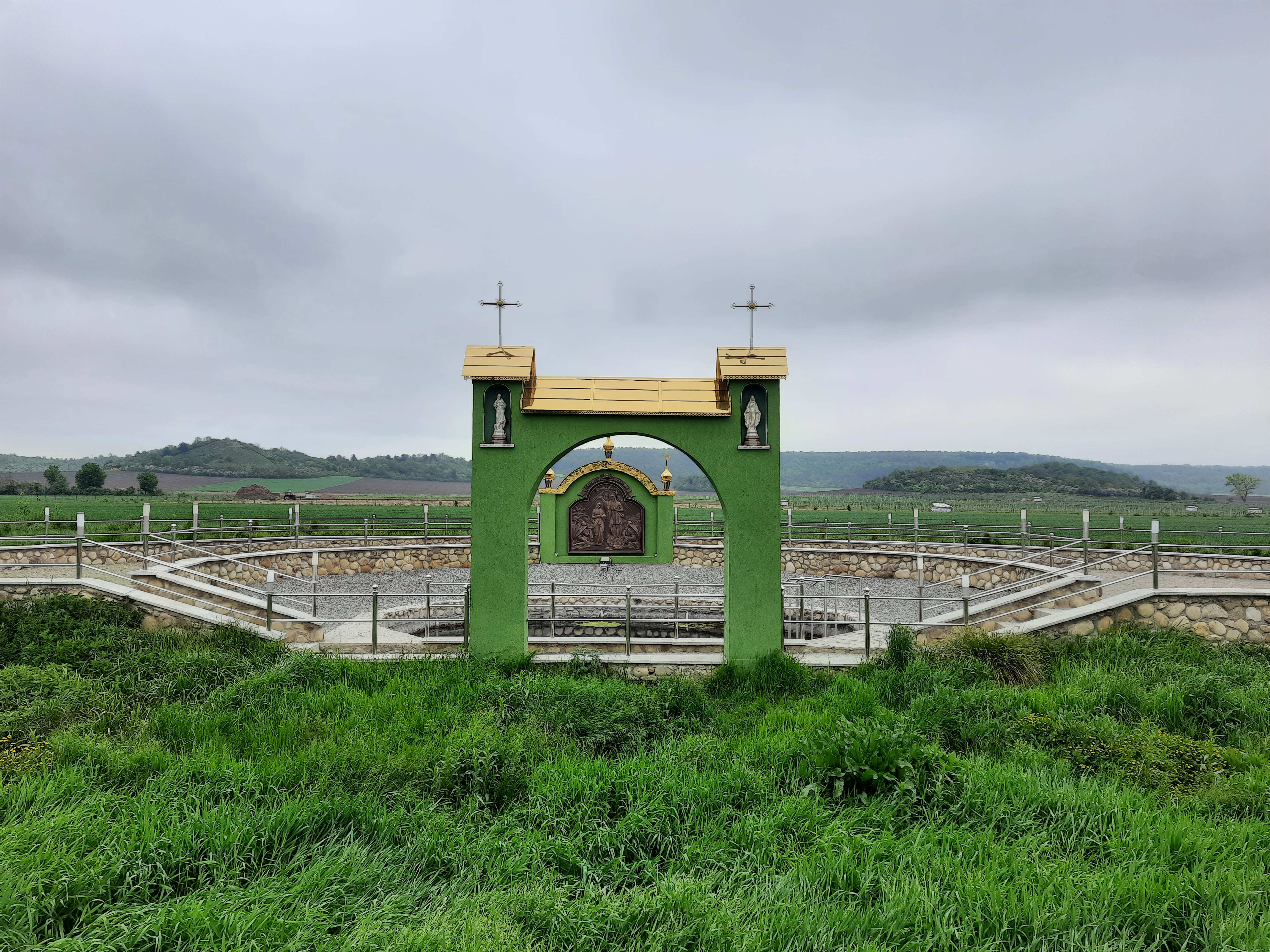
Гідрологічна пам'ятка природи місцевого значення Озерця «Вікнини» (карстові озерця)
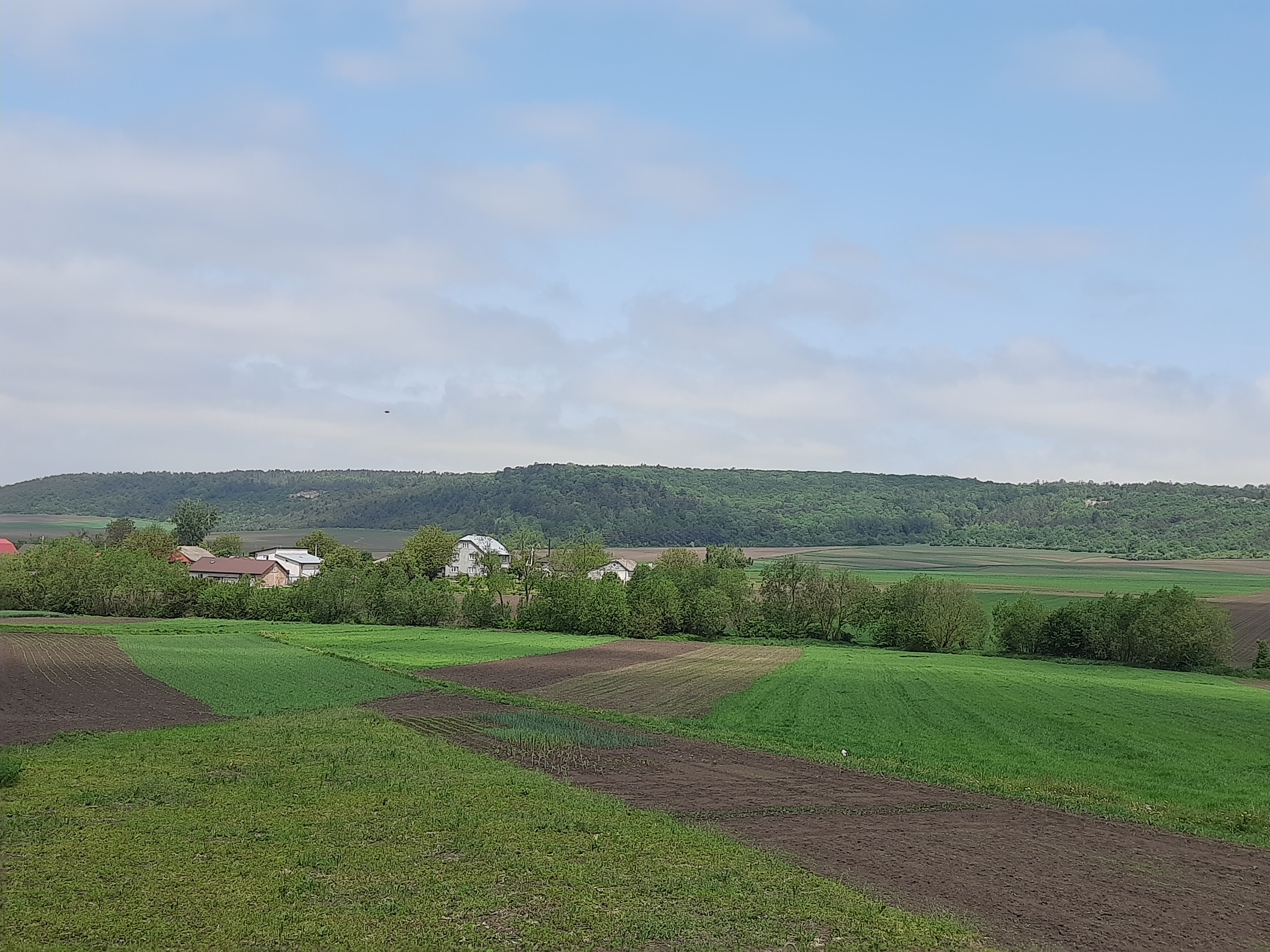
Сільський краєвид

## Джерело
- irp.te.ua[недоступне посилання з квітня 2019]